# إما/أو (كتاب)
إما/أو هو أول عمل منشور للفيلسوف الدنماركي سورين كيركغارد والذي يوضح نظرية الوجود البشري التي تتميز بين نمط الحياة الجمالية التي تتلخص بمذهب المتعة والحياة الأخلاقية التي يستند إلى الالتزام.